# Skalky skřítků

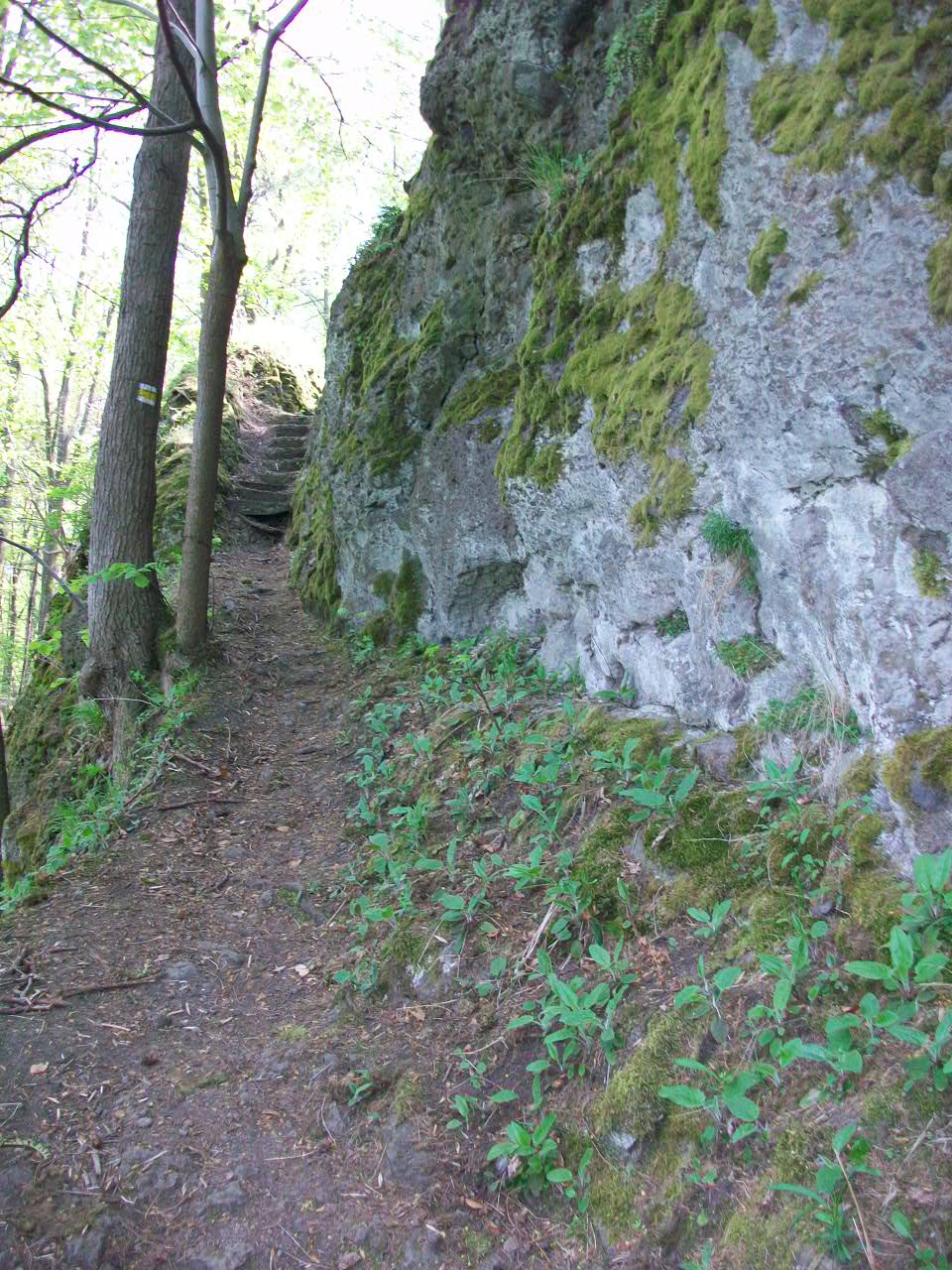
Steig in der Zwerglöcherwand

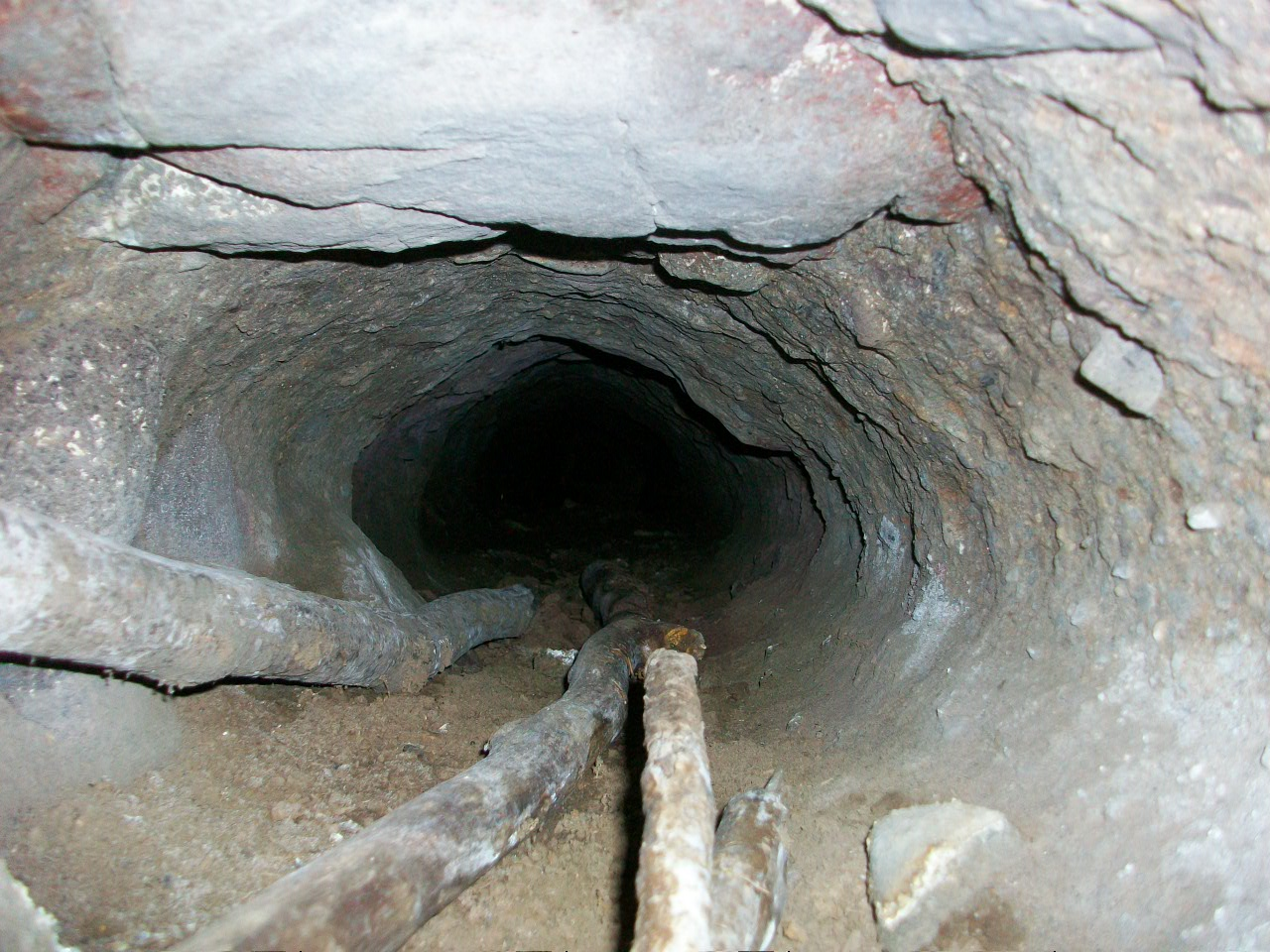
Blick in ein Zwergloch

Die Skalky skřítků (deutsch Zwerglöcher, auch Zwerglöcherwand) sind eine Felswand mit etwa 60 röhrenförmigen Aushöhlungen am westlichen Rand des Duppauer Gebirges in Tschechien. Sie befinden sich am Švédlův vrch (Schwedelberg; 550 m. n.m.) auf dem Gebiet der Gemeinde Doupovské Hradiště im Okres Karlovy Vary. Etwa 20–30 der Löcher liegen im oberen, die übrigen im unteren Teil der Wand. Seit dem 20. November 1979 sind die Pseudokarstaushöhlungen in vulkanischen Brekzien als Nationales Naturdenkmal NPP Skalky skřítků unter Schutz gestellt.

## Geographie
Das einen knappen Kilometer östlich von Dubina (Eichenhof) auf der Gemarkung von Svatobor (Zwetbau) gelegene Naturdenkmal wird der Hradišťská hornatina (Burgstadtler Masse) zugerechnet. Es befindet sich am Nordwestabfall des Švédlův vrch über der Einmündung des Dubinský potok (Hotschelohbach) in die Eger.
Umliegende Ortschaften sind Kyselka (Gießhübl Sauerbrunn) im Norden, Svatobor im Osten, Lučiny (Hartmannsgrün) im Südosten, Dubina im Westen sowie Nová Kyselka (Rittersgrün) im Nordwesten.

## Geologie
Über die Art und Weise der Entstehung der röhrenförmigen Hohlräume mit einem Durchmesser zwischen einem Zentimeter und anderthalb Metern, deren Tiefe von einigen Zentimetern bis zu fünf Metern reicht, gibt es unterschiedliche Theorien.
Nach Ferdinand von Hochstetter (1856) soll die Ablagerung des Konglomerats unter Wasser stattgefunden haben, wobei Baumstämme und Äste angeschwemmt wurden, die mit der Zeit vollständig ausgewittert sind. Er sah Parallelen zu den 1838 von Wilhelm Haidinger im Basalttuff bei Schlackenwerth beobachteten Baumstämmen. Nach der Auflösung des Holzes sollen sich Pseudomorphosen von Aragonit gebildet haben, die sich in Kalkspat umwandelten, der schließlich gänzlich verschwand und die Löcher hinterließ.
Gustav Carl Laube vertrat 1912 nach Gesteinsuntersuchungen im Umfeld der Aushöhlungen die Ansicht; dass diese im Tertiär beim Ausbruch des Duppauer Supervulkans in Folge von pyroklastischen Strömen und Gaseruptionen in der heißen Lava entstanden und schließlich durch Wassererosion freigelegt wurden.
Seit den 1930er Jahren erhielt die Variante, dass es sich um Auswitterungen von während der vulkanischen Eruption umgerissenen, eingeschlossenen und verkohlten tertiären Baumstämmen und Ästen handelt, den Vorzug. Der regelmäßige, zumeist kreisrunde Durchmesser sowie der ebenso regelmäßige und gerade Verlauf im Innern spricht jedoch, ebenso wie der Umstand, dass in den Hohlräumen keinerlei Pflanzenreste aufgefunden wurden, gegen diese Theorie. Da ähnliche Aushöhlungen auch im Lavastrom am Pustý zámek (Oedschloß- oder Dunkelsberg) aufzufinden sind, wo jegliche Einschlüsse im flüssigen Basalt bei einer Temperatur 1200 °C sofort verbrannt und deren Relikte vom flüssigen Gestein ausgefüllt worden wären, ist diese Theorie heute umstritten.
Neuere Untersuchungen der Gesteine in der Umgebung der Löcher bestätigen eher Laubes Ansicht.

## Sagen
Um die merkwürdigen Hohlräume rankten sich verschiedene Sagen. So sollen darin tausende Schrazen oder Kobolde (tschechisch skřítkové) mit ihrem König gehaust und einen Schatz bewacht haben. Sie halfen den Menschen bei ihrer täglichen Arbeit und verlangten dafür nur etwas zu essen. Nachdem ihnen die geizigen Bauern immer weniger gaben und ihre Ruhe in den Wäldern durch das Läuten der Glocken der Zwetbauer Kirche gestört wurde, beschlossen sie, die Gegend zu verlassen. Das Volk ließ sich vom Fährmann über die Eger setzen und übersiedelte ins Erzgebirge, wo es nie wieder gesehen wurde.

## Tourismus
Von der Quelle Pod skalkami skřítků beim Forsthaus Dubina führt ein markierter Aufstieg über 200 Höhenmeter aus dem Egertal zu den Zwerglöchern und der darüber liegenden Hochstetterhöhe; der Wanderweg setzt sich nach Norden um den Na Klobouku zur Bučina fort und endet in Kyselka zwischen der Annenkapelle und dem Haus Stallburg.

Verschiedene Zwerglöcher
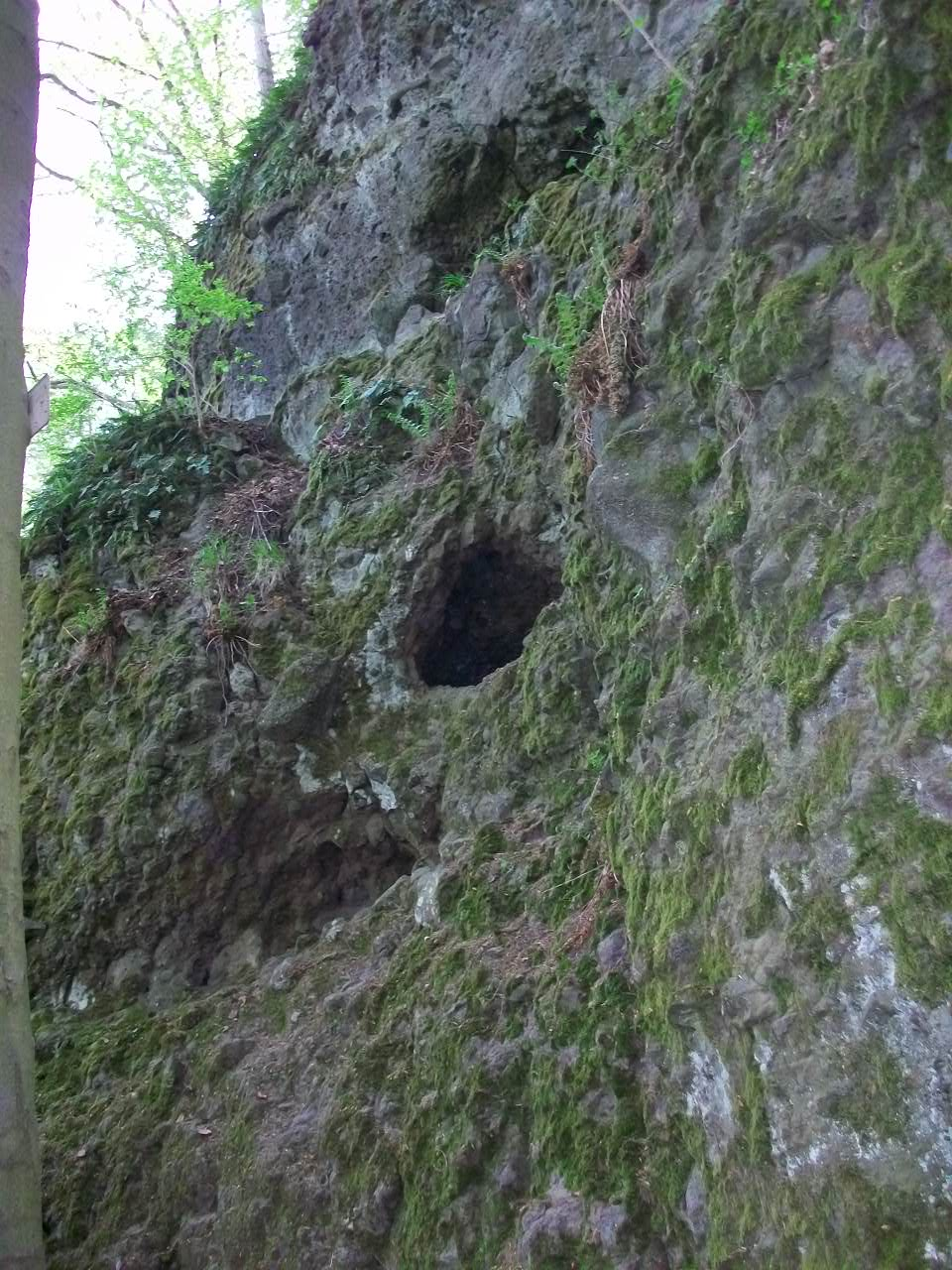
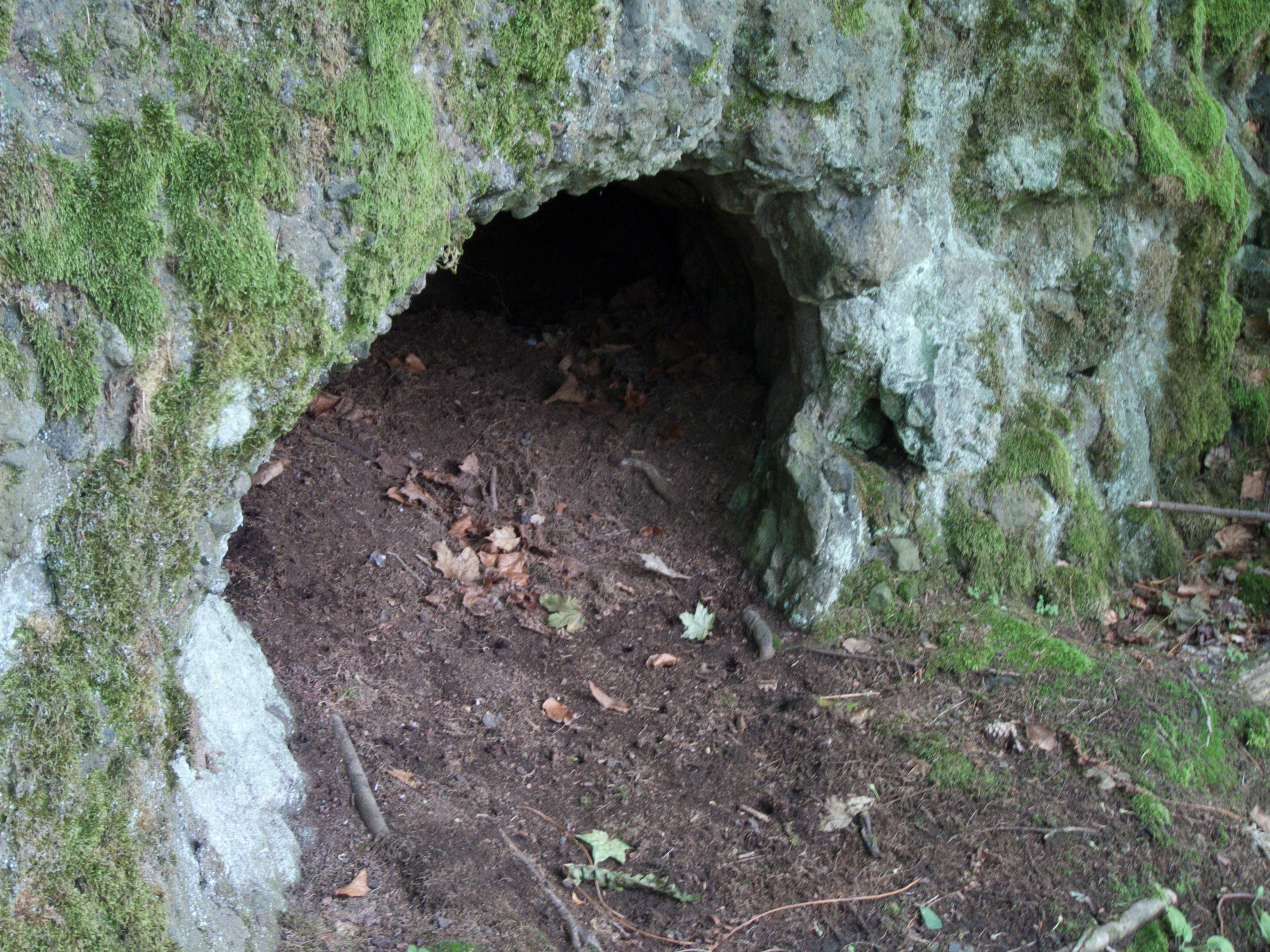
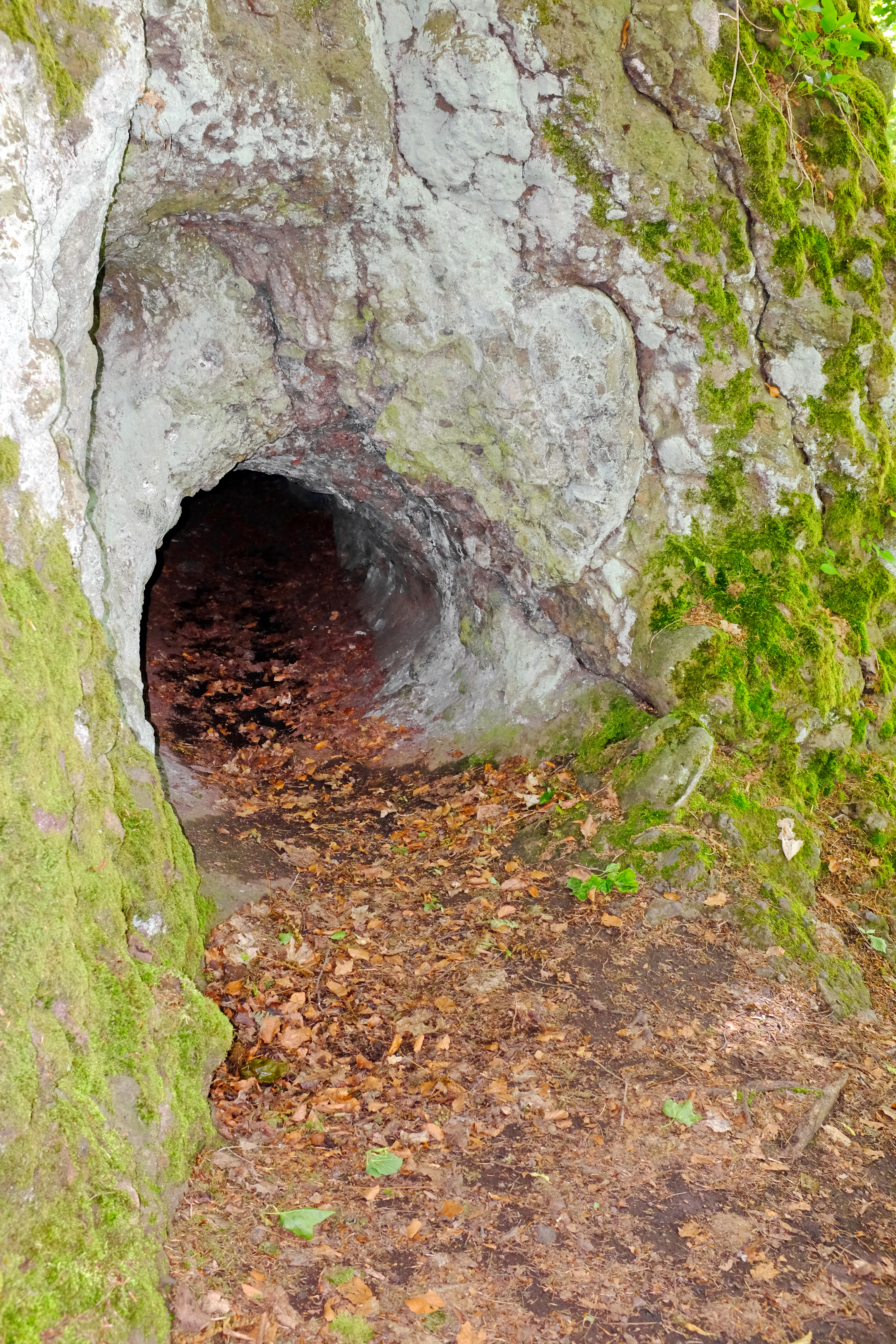
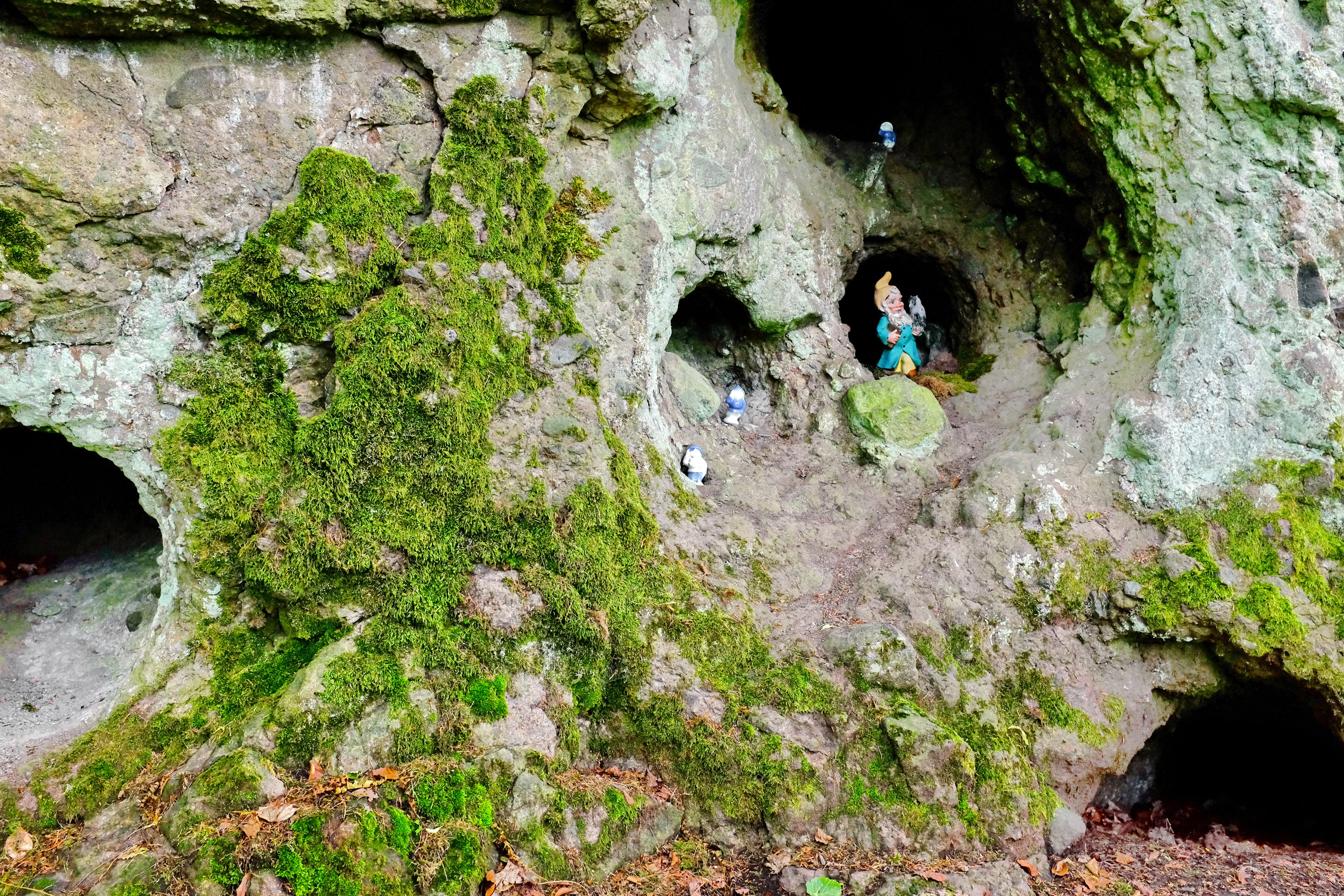
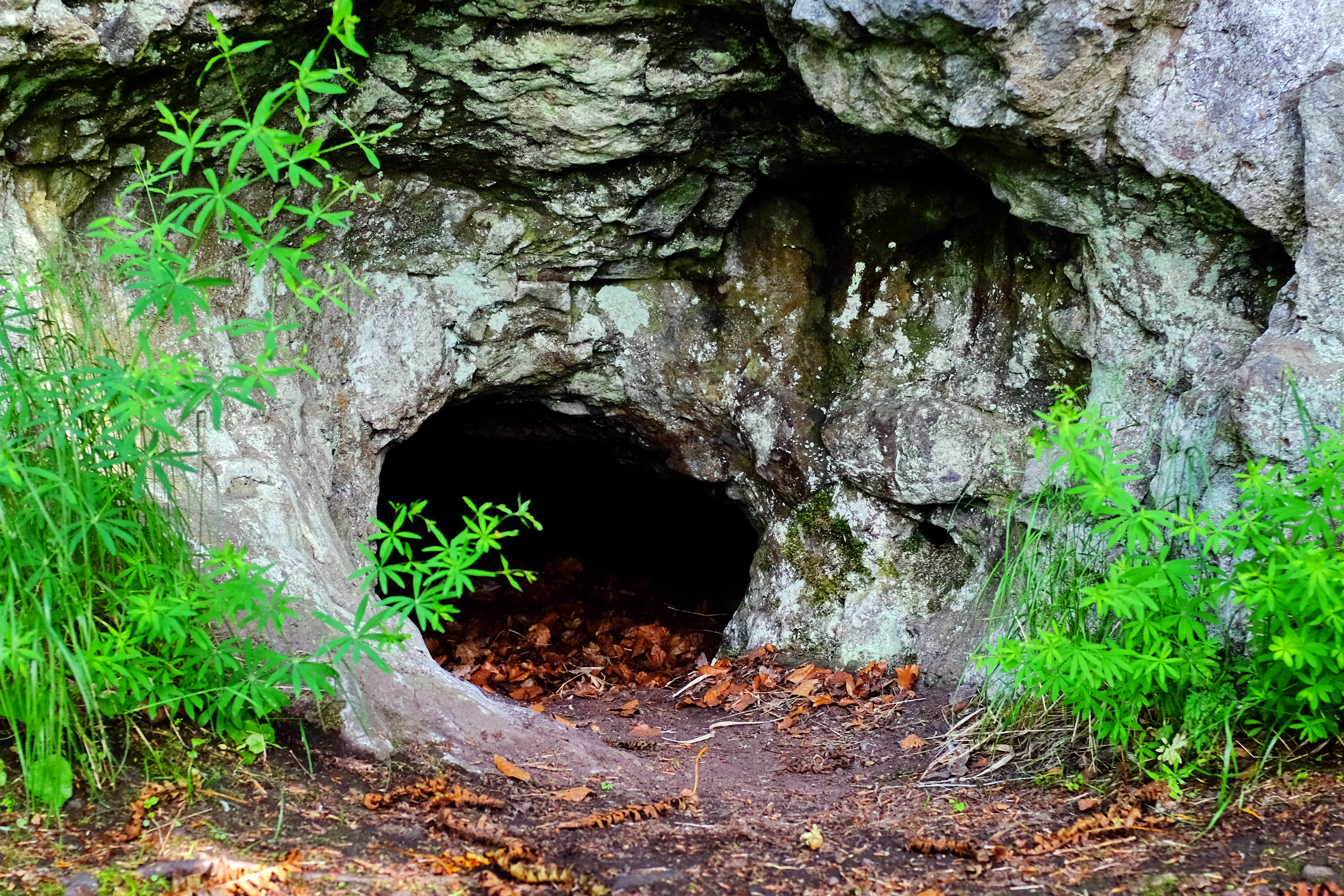
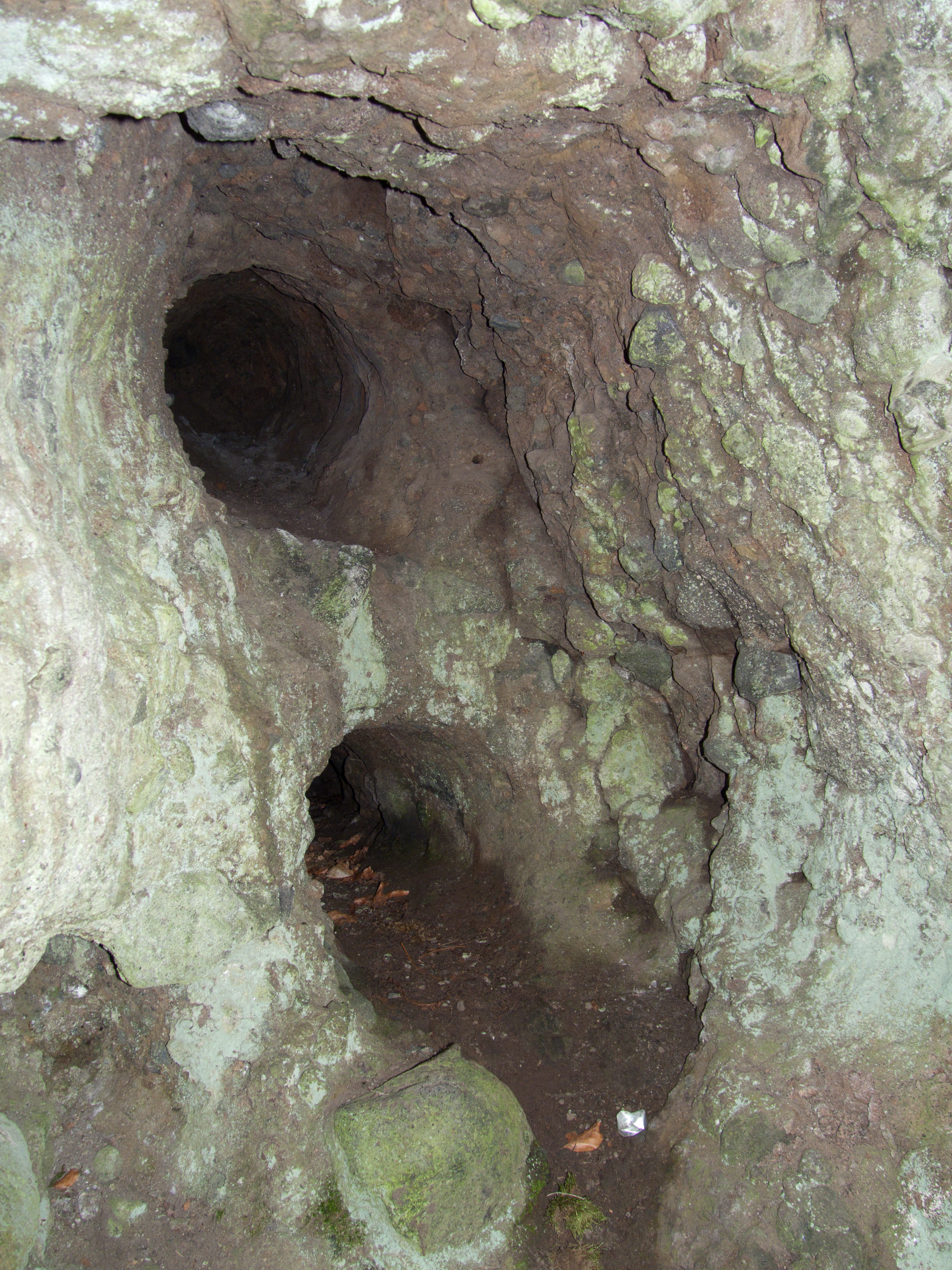